# BBÖ 82 sorozat
Az ÖBB 95 sorozat, régebbi sorozatszámán BBÖ 82 sorozat, egy osztrák normál nyomtávolságú, 2-10-2T tengelyelrendezésű szertartályos gőzmozdony-sorozat volt. A Bécsújhelyi Mozdonygyár gyártotta 1922-ben. Összesen 24 db készült a mozdonyból.